# Галатеја
Галатеја (лат. Galatea, грч. Γαλάτεια) је једна од Нереида — кћерки бога Нереја и његове жене Дориде. Она је била љубавница Акиса, сина бога Фауна.

## Митологија
Галатеја је својом лепотом, поред прелепог Акиса, очарала и не баш наочитог киклопа Полифема, који их је заједно угледао на морској обали пред једном пећином. Задивљен њеном лепотом, Полифем није успе да савлада љубомору у себи и бацио је на њих велики камен који је погодио Акиса и усмртио га. Галатеја је, пред налетом Полифама потражила спас у морским таласима.
У оваквом облику, мит о Галатеји се по први пут јавља око 390. п. н. е. код Филоксена Китеранина, а после тога и код Теокрита, да би свој коначан облик добио у Овидијевим Метармофозама.

## О Галатеји
Осим Галатеје кћерке бога Нереја, антички извори спомињу и друге, тако Виргилије у својим делима Галатејом назива неку сеоску девојку, а Хорације своју љубавницу.
Неки аутори дали су то име, Галатеја, и оживелој склуптури Пигмалиона.
Из античког доба нема скоро никаквих слика или склуптура, али се зато њено име налази на попису бродова атинске флоте, а за разлику од античких уметника, уметници новијег времена, нарочито у бароку и рококоу се сликали и вајали Галетеју.
- 1650. година Галатеја, Ф. Албанија, Дрезденска галерија
- 1657. година Акис и Галатеја, Ц. Лорание, Дрезденска галерија
- око 1512. година Галатејин тријумф, Рафаело, Вила Фарнесина, Рим
- 17 век Акис и Галатеја, Пусен, Ирска народна галерија, Даблин
- 1900. година Галатеја, склуптура, Огист Роден, Роденов музеј, Париз
- 1718. година, Акис и Галатеја, ораторијум, Хендл